# Vavilov (cráter)
Vavilov es un prominente cráter de impacto lunar que se encuentra al oeste de la llanura amurallada del cráter Hertzsprung. Se encuentra en la cara oculta, por lo que no se puede ver directamente desde la Tierra. A un diámetro del cráter al noroeste se halla Chaucer, más pequeño, y más lejos al sudoeste aparece Sechenov.
|  |

Es un impacto relativamente reciente que todavía conserva los débiles restos de un sistema de marcas radiales. Justo por fuera del borde presenta un área sombreada, con los rayos comenzando a una distancia de alrededor de un tercio del diámetro del cráter. Los débiles rayos se extienden a varios diámetros en todas las direcciones.
Vavilov es un elemento del relieve lunar bien definido, que ha sufrido un mínimo de erosión debida a impactos posteriores. El borde externo es aproximadamente circular, con un par de ligeras protuberancias hacia el sureste. Las paredes interiores del borde muestran varios perfiles aterrazados, particularmente al sureste. El suelo interior es más o menos nivelado, con una cresta central compensada al oeste del punto medio, y algunas colinas bajas en el sureste.

## Cráteres satélite

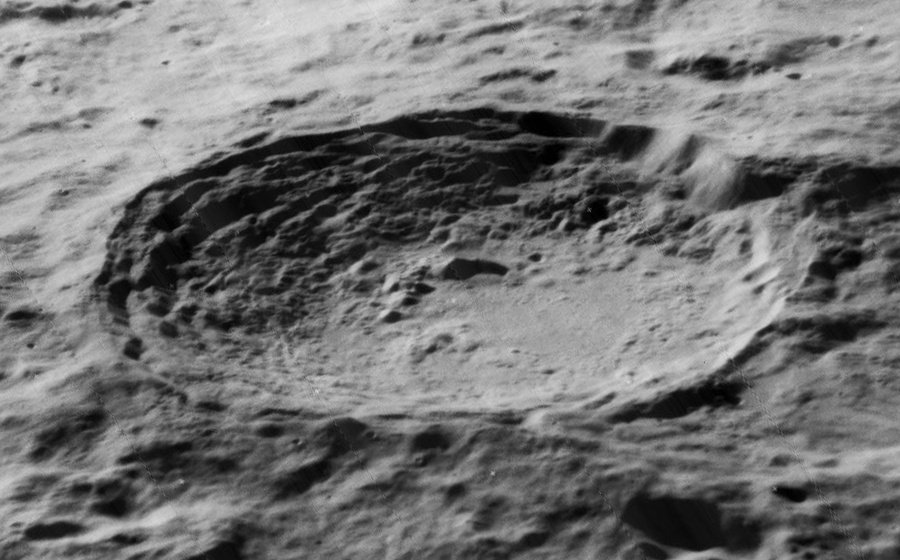
Imagen oblicua de la misión Lunar Orbiter 5

Por convención estos elementos son identificados en los mapas lunares poniendo la letra en el lado del punto medio del cráter que está más cercano a Vavilov.
|         | \| Vavilov \| Coordenadas \| Diámetro \| \| ------- \| ------------------------------ \| -------- \| \| D \| 0°06′S 137°06′O / -0.1, -137.1 \| 102 km \| \| K \| 5°12′S 135°30′O / -5.2, -135.5 \| 30 km \| \| P \| 3°24′S 139°36′O / -3.4, -139.6 \| 23 km \| |          |
| Vavilov | Coordenadas | Diámetro |
| D       | 0°06′S 137°06′O / -0.1, -137.1 | 102 km   |
| K       | 5°12′S 135°30′O / -5.2, -135.5 | 30 km    |
| P       | 3°24′S 139°36′O / -3.4, -139.6 | 23 km    |